# Périgny (Charente Marittima)
Périgny è un comune francese di 7 363 abitanti situato nel dipartimento della Charente Marittima nella regione della Nuova Aquitania.

## Società

### Evoluzione demografica
Abitanti censiti